# Rhombomys opimus
Rhombomys opimus är en däggdjursart som först beskrevs av Lichtenstein 1823.  Rhombomys opimus är ensam i släktet Rhombomys som ingår i familjen råttdjur. IUCN kategoriserar arten globalt som livskraftig. Inga underarter finns listade i Catalogue of Life.
Denna gnagare förekommer i centrala Asien från Kazakstan och Iran till södra Mongoliet och centrala Kina. Habitatet utgörs av halvöknar och öknar men arten behöver suckulenter eller andra växter i levnadsområdet. Rhombomys opimus uppsöker även fruktträdodlingar.
Individerna når en kroppslängd (huvud och bål) av 15 till 20 cm och en svanslängd av 13 till 16 cm. Den mjuka och tjocka pälsen är på ovansidan sandfärgad till blek orange och vid buken vitaktig. Svansen är täckt med långa buskiga hår. I varje framtand finns två längsgående rännor. Stora individer kan väga 285 gram.
Arten bygger underjordiska tunnelsystem som är mer eller mindre komplex. De djupaste delarna ligger 1,5 till 2,5 meter under markytan. Rhombomys opimus håller inte vinterdvala men den är mindre aktiv under den kalla årstiden. Arten äter många olika växtdelar som den hittar i levnadsområdet. Ofta lagras förråd i boet.
Individerna bildar familjegrupper som ofta lever tillsammans i en större koloni. Kolonin lever i ett större tunnelsystem. Gångarna försvaras mot främmande artfränder. Fortplantningen sker i naturen mellan april och september och honor kan ha upp till tre kullar under tiden. Dräktigheten varar 23 till 32 dagar och sedan föds allmänt 4 till 7 ungar och sällan upp till 14 ungar. Ungarna blir efter tre till fyra månader könsmogna. Hanar lever vanligen 2 till 3 år och honor blir i genomsnitt ett år äldre.